# Senet de Amenhotep III

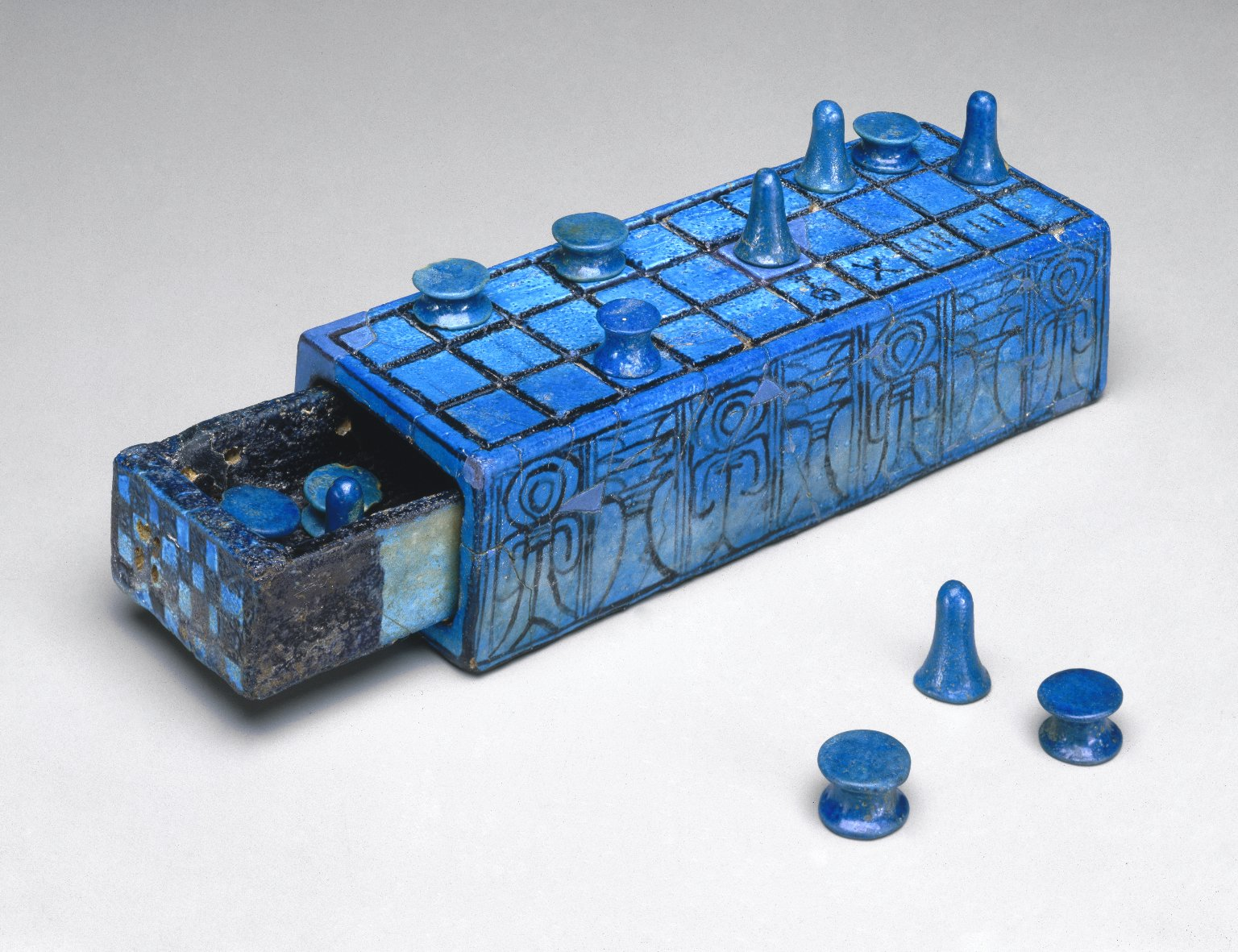
Senet de Amenhotep III en el Museo Brooklyn.

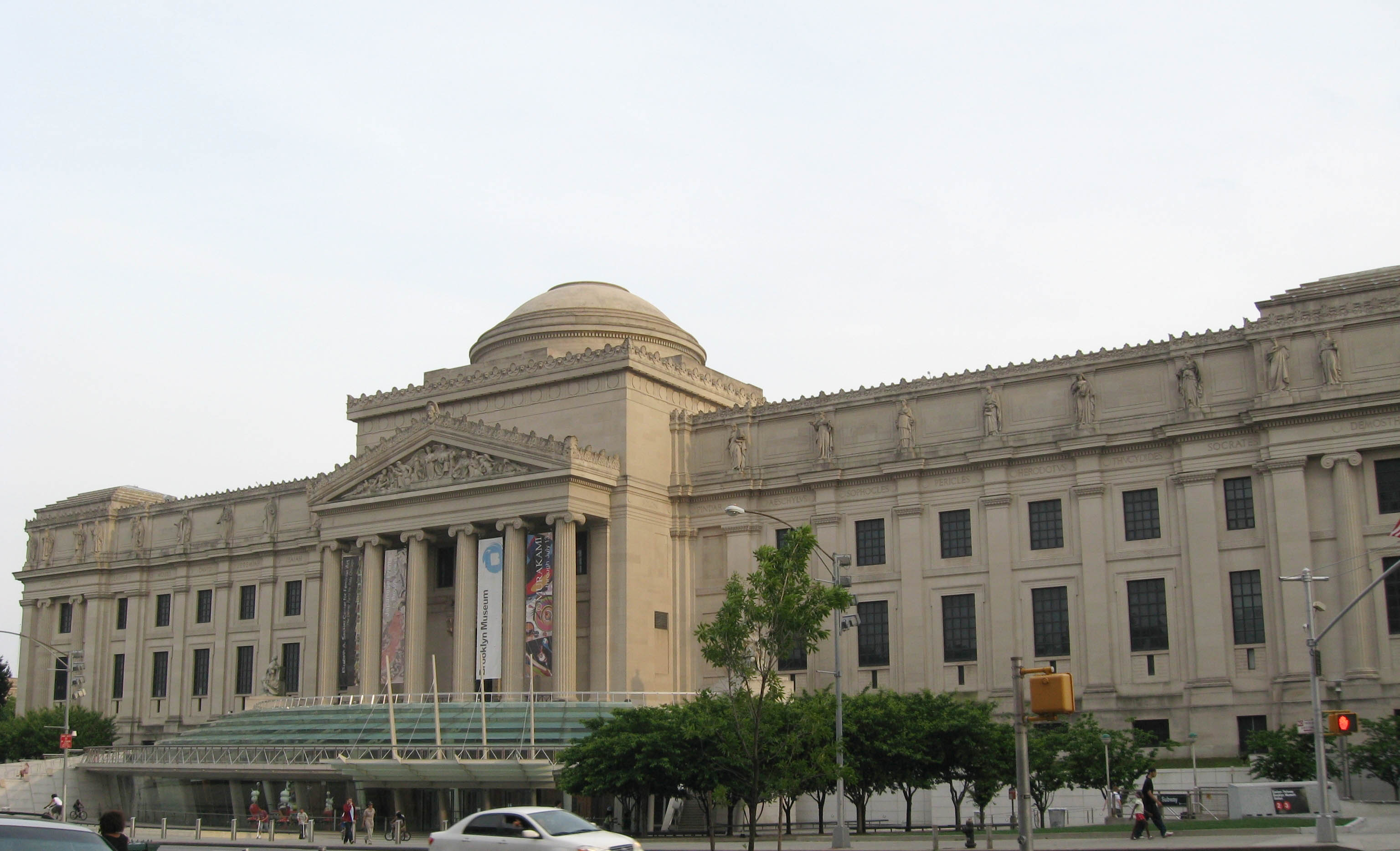
Instantánea del Museo Brooklyn de Nueva York.

El senet de Amenhotep III es un juego de mesa egipcio fabricado en época de la Dinastía XVIII de Egipto.

## Hallazgo e historia
El senet de Amenhotep III se halló en la antigua ciudad egipcia de Tebas y lleva la inscripción en honor a Nebmaatra Amenhotep, Amenhotep III, o Amenofis III, que fue un importante faraón de la dinastía XVIII de Egipto, que gobernó del 1390 - 1353 a. C., también conocido como Imenhotep III, Amenophis III, Memnon, y otros nombres helenizados.
El Senet es un juego de mesa originado en el Antiguo Egipto y muy famoso en esa época. Es uno de los juegos de mesa más antiguos que se conocen junto con el Oware (también llamado Wari entre otros muchos nombres dependiendo del lugar) o el Juego Real de Ur, se cree que podía tener una función ceremonial o mágica.

## Conservación
- La figura se exhibe de forma permanente en el Museo Brooklyn sito en Nueva York (Estados Unidos).

## Características
- Material: fayenza.
- Dimensiones: 5,5 x 7,7 x 21 cm.